# Universitatea Petrol-Gaze din Ploiești
Universitatea Petrol-Gaze din Ploiești (Universitatea Petrol-Gaze, UPG) este o universitate publică din Ploiești, România. Înființat în 1948 sub numele de Institutul Petrolului și Gazului, ca răspuns la industrializarea în creștere din România și la lipsa educației la nivel înalt în domeniile petrolier și gazos, a câștigat rapid statutul de universitate, prin urmare și-a schimbat numele în actualul în 1993 și extinderea cu noi facultăți și departamente în domeniul științelor economice și umaniste.
Universitatea are 5 facultăți cu 26 programe licență, 28 programe master și 4 specializări doctorat.